# 王受文
王受文（1966年3月—），男，汉族，安徽宣城人，中华人民共和国政治人物，曾任中华人民共和国商务部副部长兼国际贸易谈判代表（正部长级）、党组副书记。现任中共第二十届中央委员，中華全國工商業聯合會专职副主席（正部长级）、党组成员，中国民间商会副会长
王受文1986年毕业于湖南大学工业外贸专业，同年进入对外经济贸易大学国际贸易学专业攻读硕士研究生。1989年2月，王受文毕业分配至外经贸部进出口司工作。1990年，他在欧共体同声翻译班参加了为期五个月的培训。外经贸部翻译处成立后，王受文调入工作。他曾担任外经贸部交际司翻译处副处长、贸管司招标处、纺织品处处长。1996年至2000年，王受文在北京大学光华管理学院攻读博士研究生，2000年获得博士学位，博士学位论文题为《贸易自由化与中国纺织品服装出口战略研究》。
2025年4月，全国工商联举办深入贯彻中央八项规定精神学习教育读书班，王受文以全国工商联领导身份出席，排在全国政协副主席、全国工商联主席高云龙和中共中央统战部副部长、全国工商联党组书记沈莹之后。同年5月8日，以全国工商联党组成员身份出席公开活动。